# Rusko-turski rat (1877. – 1878.)
Rusko-turski rat (1877. – 1878.) bio je jedan u nizu Rusko-turskih ratova, između Carske Rusije i Osmanskog Carstva.
Korijeni Rusko-turskog rata 1877. – 1878. bili su u nacionalnom buđenju među balkanskim narodima, kao i nastojanju Rusije da izbije na Crno more, i da tako nadoknadi teritorijalne gubitke koje je pretrpjela tijekom Krimskog rata. Neposredni rezultat ovog rata bio je potpuna nezavisnost tadašnjih kneževina; Rumunjske, Srbije i Crne Gore, koje su i dotad imala de facto suverenost, ali su nakon rata i formalno proglasile nezavisnost i potpuno odvajanje od Osmanskog Carstva (do tad  je sultan formalno bio suveren).
Nakon gotovo pet stoljeća turske vladavine (1396. – 1878.), ponovno je uspostavljena bugarska država, i to kao Kneževina Bugarska, pokrivajući zemlje između Dunava i Planine Balkan  (osim Sjeverne Dobrudže koja je pripala Rumunjskoj).
Indirektna posljedica rata bio je i Berlinski kongres, kojim je dopušteno Austro-Ugarskoj da okupira Bosnu i Hercegovinu, kao i Ujedinjenom Kraljevstvu da okupira Cipar, dok je Ruskom Carstvu pripojena Južna Besarabija i kavkaska oblast Kars.

## Povijesne okolnosti rata

### Položaj kršćana unutar Osmanskog Carstva
Članak 9. Pariškog mirovnog ugovora iz 1856., kojim je završen prethodni Krimski rat, obvezao je Osmansko Carstvo da ima dodijeliti jednaka građanska prava kršćanima kao i muslimanima. Sultanovim ediktom – Hatt-ı Hümayun, načelno su postali ravnopravni svi stanovnici Osmanskog Carstva, muslimani kao i ostalo nemuslimansko stanovništvo. Tim ukazom je ukinut, između ostalog, i jizy (porez zbog nesluženja vojske), te je istovremeno i nemuslimanima bilo dopušteno služenje vojnog roka.
Međutim u Osmanskom Carstvu ostalo je još puno diskriminacije jer su neki ključni aspekti Zimmi statusa (odnos prema nemuslimanskom stanovništvu) zadržani, tako se na primjer svjedočenje kršćana protiv muslimana nije prihvaćalo na sudovima, a to je praktički osiguravalo imunitet muslimanima za kaznena djela koja bi počinili protiv kršćana. Premda su na lokalnoj razini odnosi među različitim vjerskim zajednicama bili u većini slučajeva i nadalje dobri i u najmanju ruku toleratni, ipak je ova sudska praksa potaknula najgore dijelove muslimanskog društva da se okoriste nastalom situacijom. Zloupotrebe su bile najgore u regijama koje su imale pretežito kršćansko stanovništvo, a to se uglavnom nalazilo u europskom dijelu Carstva gdje su lokalne vlasti često vrlo otvoreno podupirale takve akcije, kao preventivno sredstvo za držanje kršćana u potpunoj pokornosti.
Drugi veliki uzrok pogoršanja stanja u Osmanskom Carstvu bio je veliki financijski pritisak na ispražnjenu carsku blagajnu koja je podigla niz velikih inozemnih kredita s visokim kamatama zbog Krimskog rata. Unatoč brojnih fiskalnih reformi, carstvo je tonulo u sve veće dugove i gospodarske teškoće. Stanje se dodatno zakompliciralo kod se trebalo primiti više od 600.000 muslimanskih čerkeza koje su Rusi protjerali iz Kavkaza i s crnomorskih luka sjeverne Anatolije te iz Constanţe i Varne.

### Libanonska kriza 1860. god.
Libanonski maronitski seljaci, koje su pobudili lokalni kršćanski svećenici, pobunili su se 1858. godine protiv svojih feudalnih gospodara (Druza) i uspjeli su uspostavti svoju seljačku republiku u južnom Libanonu. Zbog tog su se manje više svi Druzi (i zemljoposjednici, ali i obični seljaci) pobunili protiv Maronita tako da se sukob pretvorio u građanski rat. Iako su obje strane pretrpjele gubitke, ipak ostaje činjenica da su Druzi masakrirali oko 10.000 Maronita.
Ovi događaji imali su odjeka i u Siriji gdje je lokalno muslimansko stanovništvo Damaska krenulo u napade na svoje susjede iz kršćanskih manjinskih zajednica, tako da je oko 5.000 do 25.000 ljudi ubijeno u odmazdama, između ostalih nastradali su američki i nizozemski konzuli, čime su ti događaji dobili i međunarodni značaj.
Pod prijetnjom europske intervencije, osmanske vlasti uspjele su zavesti red. No uprkos tomu uslijedila je intervencija francuskih i britanskih snaga. Europske sile tražile su da sultan imenuje kršćanskog guvernera u Libanonu, čija će kandidatura također ići preko sultana, ali kojeg trebaju odobriti i europskih sile.

### Ustanak na Kreti 1866. – 1869.
Ustanak na Kreti dogodio se zbog dva važna razloga: neuspjeha Osmanskog Carstva da provede reforme koje bi poboljšale život stanovništva i zbog želje većine Krećana za "Enosisom" (sjedinjenje s Grčkom). Ustanici su vrlo brzo stekli kontrolu nad cijelim otokom, osim u pet gradova u kojima su se utvrdili muslimani. Naslovi i tekstovi u grčkim novinama koji su tvrdili da muslimani masakriraju Grke, imali su odjeka i proširili se diljem Europe. Istovremeno je unovačeno na tisuće grčkih dobrovoljaca koji su poslani na otok. Početkom 1869. ustanak je ugušen, ali je nakon njega Porta bila prinuđena dati neke ustupke lokalnom stanovništvu: uvođenje otočke samouprave, i povećanje prava kršćanskog stanovništva. Od cijelog Ustanka na Kreti, vjerojatno najpoznatiji događaj postao je opsada manastira Moni Arkadio, u kojem se utaborilo oko 150 kretskih grčkih ustanika, uz oko 600 žena i djece, okruženih snagama od oko 23.000 kretskih muslimana i osmanskih vojnika. Nakon višednevnih krvavih borbi s velikim brojem žrtava na obje strane, ustanici su se predali kad im je ponestalo streljiva. Nakon predaje su svi pobijeni.
Važnost Kretskog ustanka na kraju se svela na njegovo brutalno gušenje i veliku pozornost javnosti koju je taj događaj privukao diljem Europe, a posebice u Velikoj Britaniji. Nakon ustanka je porasla osjetljivost britanske političke javnosti za pitanja položaja potlačenih kršćana u Osmanskom Carstvu.

### Promjena odnosa snaga u Europi
Raspored europske ravnoteže snaga, koji je ustanovljen 1856. dobrano je uzdrman 1859., kad su Francuska i Austrija zaratile oko Italije. Na to su se nadovezali Bismarckovi ratovi za ujedinjenje Njemačke te njemačke pobjede u ratovima protiv Austrije 1866. godine i protiv Francuske 1870. godine. Britanija se istrošila u netom minulom Krimskom ratu, a u to vrijeme njihova pažnja bila je skrenuta na narasle probleme oko irskih pitanja, tako da su odlučili da se ne miješaju u probleme oko europske ravnoteže snaga.
Bismarck ipak nije želio raspad Osmanskog Carstva, jer bi to moglo dovesti do stvaranja rivalstva koje bi kasnije moglo dovesti do rata. Dok je Francuska Napoleona III. podržavala pobunu u Poljskoj protiv Rusije, Rusija je činila sve da povrati pravo posjedovanja flote na Crnom moru, i zajedno je s Francuskom činila sve da poveća svoj utjecaj na Balkanu pomoću novih panslavenskih ideja po kojim bi svi Slaveni trebali biti ujedinjeni pod ruskom vodstvom,  što se moglo ostvariti samo tako da se razbiju dva carstva u kojima su živjela većina neruskih Slavena: Austro-Ugarsko i Osmansko Carstvo.

### Stanje na Balkanu
Odnos snaga u Europi direktno se odražavao na stanje Balkana. Osmanska uprava je slabila tijekom cijelog 19. stoljeća, tako da je središnja vlada povremeno gubila stvarnu kontrolu nad cijelim provincijama. Reforme, koje su Osmanskom Carstvu nametale europske sile, polučile su malo toga dobroga za poboljšanje uvjeta kršćanskog stanovništva. Istovremeno, tim reformama nije bio zadovoljan ni znatan dio muslimanskog stanovništva. Zbog tog je Bosna i Hercegovina pretrpjela najmanje dva vala pobuna od strane lokalnog muslimanskog stanovništva. Posljednji se zbio 1850. godine 
 Nakon nemira u prvoj polovici 19. stoljeća, Austrija se otresla briga te je tražila priliku za svoju dugogodišnji politiku ekspanzije na zemlje Osmanskog Carstva.
Službeno autonomne, ali de facto nezavisne kneževine, Srbija i Crna Gora, tražile su priliku za proširenje na područja naseljena njihovim sunarodnjacima. U Crnoj Gori je vladao ambiciozni knjaz Nikola, kad je izbio ustanak (pretežno pravoslavnih kršćana) u Hercegovini 1875. Crnogorci su odmah požurili pomoći svojim susjedima, i objavili su rat Osmanskom Carstvu. Ubrzo nakon toga planuo je ustanak u Bugarskoj. Pritješnjen tim događajima a i zbog velikog pritiska javnosti, i srpski knez Milan Obrenović objavio je rat Osmanskom Carstvu 1876. godine.

## Balkanska kriza 1875. – 1876.
Od 1873. godine pa nadalje Osmansko Carstvo bila je suočene s razdobljem suša i pojave gladi u Anadoliji, što je dovelo do masovnih pojava siromaštva i nezadovoljstva. Zbog tog su izostali porezni prihodi, sve je do dospjelo do kulminacije u listopadu 1875. godine, kad se carska blagajna toliko ispraznila, da je osmanska vlada proglasila stečaj.
Ustanak protiv osmanlija buknuo je u Bosni i Hercegovini u ljeto 1875. Glavni razlog za nezadovoljstvo stanovništva, bilo je teško porezno opterećenje koje im je nametnula središnja vlast gladna nasušnje potrebnih novaca. Obje susjedne kneževine Crna Gora i Srbija ubacile su svoje naoružane skupine. Unatoč nekim kasnijim mjerama za smanjenjem poreza, ustanak se nastavio i nakon 1875. godine i na izvjestan način služio kao okidač za Bugarski ustanak u travnju 1876. godine.

### Bugarski ustanak iz 1876.
Od jeseni 1875., osmanske vlasti su postale svjesne da se nešto kuha i da je pobuna na vidiku. Zbog toga su povećali broj svojih ophodnji na Dunavu i poslali više špijuna i svojih doušnika i provokatora po cijeloj Bugarskoj, koji su uspjeli napraviti znatnu štetu u ustaničkoj organizaciji. Ustanak u Bugarskoj bio je djelo relativno male grupe nacionalista. Oni su na taj način željeli ishoditi brzu i potpunu neovisnost, po uzoru na prethodne ustanke Srba i Grka, i oni su računali na potporu Rusije i Srbije. Pobuna u Bosni i Hercegovini ubrzala je tijek stvari, ustanici su iako nedovoljno pripremljeni željeli iskoristiti osmansku okupiranost događajima u Bosni i Hercegovini. Ali se ubrzo ugasio, nakon toga ustanak je planuo u središnjoj Bugarskoj, i ovaj je bio loše pripremljen i vrlo loše vođen, s gomilom nepotrebnih akata nasilja prema muslimanskom stanovništvu.
Osmanlijama su nedostajale jedinice redovne vojske zbog problema na sjeverozapadu, tako da su se morale koristiti neregularnim dobrovoljačkim Bašibozuk jedinicama pri gušenju Bugarskog ustanka (11. svibanj – 9. lipanj 1876). Ti odredi bili su sastavljeni uglavnom od muslimanskih stanovnika iz Bugarske, od kojih su mnogi bili čerkeske izbjeglice protjerane iz Kavkaza ili Krimski Tatari protjerani tijekom Krimskog rata. Zbog toga takvi odredi nisu pravili razlike između aktivnih ustanika i pasivnih mjesnih seljaka, već bi masakrirali sve na što bi naišli i tako su gušili ustanak pobunjenika.
Vijesti o masakrima u Bugarskoj do Britanije su stizale posredstvom misionara, novinara i diplomatskih predstavnika na Balkanu. Britanski tisak je uz veliku pompu pisao o bugarskom užasu i objaviljivao reportaže o tisućama nezaštićenih kršćana zaklanih od strane fanatičnih muslimana. Američki misionari su procjenjivali da je ubijeno oko 15.000 ljudi, Bugari su pak izašli s procjenama od 30.000 do čak 100.000 ubijenih.

### Srpsko-turski rat i diplomatske igre oko njega
- Srbija te potom Crna Gora 30. lipnja 1876., objavile su rat Osmanskom Carstvu.
- 8. srpnja 1876. godine, održan je važan sastanak u dvorcu Reichstadt u Češkoj, između Rusije i Austro-Ugarske. S ruske strane predstavnici su bili car Aleksandar II. te ministar vanjskih poslova knez Aleksandar Gorčakov, a s Austro-Ugarske car Franjo Josip I. i grof Gyula Andrássy. Ovaj tajni dogovor nije rezultirao nikakvim napisanim sporazumom, ali je usmeno navodno dogovoreno sljedeće; Rusija je pristala dati potporu austrijskoj okupaciji Bosne i Hercegovine, a Austro-Ugarska je u zamjenu za to pristala da Rusija povrati Južnu Besarabiju (izgubljenu za posljednjeg Krimskog rata), kao i to da Rusija anektira luku Batumi na istočnoj obali Crnog mora, kao i na buduću bugarsku autonomiju.[14]
- Tijekom srpnja i kolovoza, loše pripremljena i loše opremljena srpska vojska, pomognuta od ruskih dobrovoljaca nije uspjela postići neke uvjerljivije rezultate, te nije uspjela odbiti tursku ofenzivu na Srbiju.  Tako da se 26. kolovoza, Srbija obratila europskim silama da posreduju za okončanje rata. Zajednički ultimatum europskih sila prisilio je Visoku Portu na jednomjesečno primirje i početak mirovnih pregovora. Turske mirovne uvjete su europske sile odbacile kao pregrube. Početkom listopada, nakon isteka primirja, turska vojska nastavila je svoju ofenzivu, tako da je srpski položaj ubrzo postao očajan. Zbog toga je 31. listopada 1876. Rusija dala ultimativni zahtjev Turskoj da mora obustaviti neprijateljstva i potpisati novo primirje sa Srbijom u roku od 48 sati. Uz zahtjev je uslijedila i djelomična mobilizacija ruske vojske (20 divizija). Turski sultan je zbog tog prihvatio uvjete ultimatuma.
- Za rješavanje krize organizirana je 11. prosinca 1876. godine, Carigradske konferencije velikih sila u Carigradu (na koju Turci nisu bili ni pozvani). Raspravljalo se o jednom kompromisnom rješenju, kojim bi se dala autonomija Bugarskoj i Bosni i Hercegovini pod zajedničkom kontrolom europskih sila. Turci su pak pronašli način da diskreditiraju rezultate konferencije. Na dan zatvaranja konferencije 23. prosinca, usvojili su svoj prvi ustav kojim se garantiraju jednaka prava za vjerske zajednice unutar carstva, na temelju toga Turska je donijela odluku da je rezultati konferencije uopće ne zanimaju.
- 15. siječnja 1877. godine, Rusija i Austro-Ugarska potpisale su tajni sporazum kojim su potvrdili raniji usmeni dogovor iz Reichstadta u srpnju 1876., tim sporazumom je Austro-Ugarska obećala svoju neutralnost u predstojećem ratu koju bi povela Rusija i morala bi opstruirati svaku moguću inozemnu intervenciju protiv Rusije, da se ne bi ponovio scenarij iz Krimskog rata.[15][16][17]
- 31. ožujka 1877. godine, Rusija je uspjela uvjeriti europske sile da potpišu Londonsku Konvenciju, kojom se tražilo od Turske da uvede one reforme koje je sama najavila. Ali su europske sile bile te koje bi nadgledale rezultate reformi, te ako se situacija ne popravlja, zadržavaju pravo "da izjave da je takvo stanje stvari nije u skladu s njihovim interesima kao ni Europe u cjelini". No Turci su se osjećali dovoljno osnaženi i odbacili su taj prijedlog s obrazloženjem da se njime krši Mirovni ugovor iz Pariza.

Na kraju je 24. travnja 1877. godine, nakon gotovo dvije godine uzaludnih pregovora, Rusija je objavila rat Osmanskom Carstvu.

## Ratne pripreme
12. travnja 1877. godine Rumunjska je dala dozvolu da ruske trupe prođu preko njenog teritorija i napadnu Turke, zbog tog su Turci granatirali rumunjske gradove na Dunavu. Kao odgovor na to 10. svibnja 1877. godine Kneževina Rumunjska, koja je tad bila pod formalnim osmanskim suverenitetom, proglasila je svoju nezavisnost.
Ishod ovog rata je bio nepredvidiv. Rusi su mogli poslati na Balkan veću vojsku: čak oko 300.000 vojnika, jer im je to bilo na dohvat ruke. Osmanlije su pak imale oko 200.000 vojnika na Balkanskom poluotoku, od kojih su njih oko 100.000 bili posade utvrđenih garnizona, tako da im je ostajalo oko 100.000 vojnika za vojne operacije. Osmanlije su nasuprot tome imali prednost dobro utvrđenih gradova, zatim u potpunoj kontroli nad Crnim morem, te u brojnim riječnim brodovima na Dunavu. Njihova prednost bila je i u vrlo modernom oružju koju su netom kupili od Britanaca, Amerikanaca i Nijemaca.
Osmansko vojno zapovjedništvo u Carigradu vrlo je loše procijenilo stvarne ruske namjere, oni su držali da će Rusi glavni udar izvršiti kod delte Dunava i duž crnomorske obale, gdje je najbliži i najlakši put prema Carigradu, unatoč tome što bi im na tom putu stajale najsnažnije i najbolje opskrbljene turske utvrde. Nasuprot tome u gornjem dijelu Dunava, samo je utvrda Vidin imala značajniju posadu na čelu s Osman pašom, koji se upravo vratio u Vidin, nakon što je porazio Srbe u njihovu nedavnom ratu protiv Osmanskog carstva.
Ruska kampanja je bila bolje planirana, ali se previše oslanjala na tursku pasivnost. Presudna ruska pogreška bila je previše slanja vojnika u početku sukoba, već u lipnju na početku rata, kad su prešli Dunav, njihov ekspedicioni korpus imao je oko 185.000, što je bilo svega nešto malo manje nego svih turskih snaga na cijelom Balkanu (oko 200.000 ljudi). Nakon zastoja u srpnju (kod Plevena i Stare Zagore), ruski vojni stožer shvatio je da nema rezerve za održanje napada te je prešao na obranu.

## Tijek rata
Na početku rata, Rusija i Rumunjska uništile su sve brodove duž Dunava i minirale rijeku, čime su htjele osigurati slobodan prijelaz Dunava ruskih snaga, bez otpora turske mornarice. Turski stožer nije dobro procijenio značaj ruske akcije. U lipnju je jedan manji ruski odred prešao Dunav u blizini delte, kod mjesta Galaţi, i uputio se prema tadašnjem Rusčuku (današnji grad Ruse). Na taj način su uvjerili (i obmanuli) osmanlije da će težište ruskog napada biti upravo tu na Dunavsko-crnomorskoj nizini.
Pod direktnom komandom general bojnika Mihaila Ivanoviča Dragomirova, u noći 27/28 lipnja 1877. godine ruski vojnici su izgradili pontonski most preko Dunava kod mjesta Svištov. Nakon kratke borbe u kojoj su Rusi pretrpjeli gubitke od 812 ubijenih i ranjenih vojnika ruska vojska uspjela je ovladati drugom stranom Dunava i napala na osmansku pješadijsku brigadu koja je branila Svištov. U ovom trenutku ruske snage bile su podijeljene u tri dijela: istočne odred pod zapovjedništvom carevića Aleksandra Aleksandroviča (budući ruski car Aleksandar III.), određen je za zauzimanje utvrde Rusčuk i osiguranje lijevog krila ruske vojske,  zapadni odred, trebao je zauzeti utvrdu Nikopol, i osiguravati zapadni bok, a jurišni odred pod zapovjedništvom grofa Josifa Vladimiroviča Gurka, trebao je brzim maršem zauzeti Veliko Tarnovo i prodrijeti do Planine Balkan, najznačajnije barijere između Dunava i Carigrada.
Nakon uspješnog ruskog prijelaza Dunava, Osmanski vrhovni stožer iz Carigrada naredio je Osman Nuri Paši da kao protumjeru zaposjedne utvrdu Nikopol, zapadno od grada Vidina i mjesta ruskog prelaska Dunava. Na maršu za Nikopol, Osman Paša je saznao da su Rusi već zauzeli Nikopol, tako da mu nije preostalo ništo drugo nego da zauzme grad Plevnu (današnji Pleven), sa svojih 15.000 ljudi, 19. srpnja.  Rusi su s oko 9000 vojnika pod zapovjedništvom generala Schilder-Schuldnera, stigli pred Plevna rano 
ujutro sljedećeg dana, tako je započela opsada utvrde Plevna.
Osman Paša uspio je dobro organizirati obranu i odbio dva ruska napada s velikim brojem poginulih na ruskoj strani. U tom trenutku su se sukobljene strane izjednačile, a ruska vojska je bila vrlo obeshrabrena brojnim neuspjelim jurišima. Većina kasnijih analitičara misli da su tad Turci izveli protunapad, pobijedili bi Ruse. Međutim za razliku od toga, Osman Paša je slijedio naputke svog stožera i ostao u utvrđenom Plevenu.
Rusija nije imala više vojnika za slanje na Plevnu, pa su Rusi grad opkolili i zatražili od Rumunja dodatne snage. Ubrzo nakon toga, rumunjske snage prešle su Dunav i pridružile se opsadi grada. 16. kolovoza.
Rusi i Rumunji su se snažno borili da osmanlijama ne dođe pomoć u Pleven, tek nakon što su ruske i rumunjske snage uspjele presjeći sve pravce opskrbe pao je Pleven. Istina Osman Paša pokušao je 9. prosinca u samoubilačkom napadu razbiti rusku opsadu, čak je uspio probili prvu liniju ruskih rovova. No nakon ranjavanja Osman Paše, i glasina da je ubijen, u turskim redovima zavladala je panika. Zbog tog su se Turci povukli u grad izgubivši u uzaludnom pokušaju proboja 5.000 ljudi. Sljedećeg dana osmanlije su se predali.
Tad je i kneževina Srbija, objavila rat Osmanskom Carstvu opet. U njihovoj vojsci je ovaj put bilo je puno manje ruskih časnika nego prije, ali su oni ipak ovaj put imali puno više iskustva iz rata 1876. – 1877. Srpskom vojskom zapovjedao je formalno knez Milan Obrenović (ali u stvarnosti je to bio general Kosta Protić, načelnik stožera). Planiranu ofenzivu na Sandžak i Novi Pazar Srbi su morali odbaciti zbog snažnog diplomatskog pritiska Austro-Ugarske, koja je na taj način željela spriječiti Srbiju i Crnu Goru da dođu u kontakt. Osmanska vojska ovaj put brojčano daleko slabija, ograničila se samo na pasivnu obranu utvrđenih položaja.
Do kraja neprijateljstava Srbija je uspjela zauzeti Ak-Palanku (današnju Belu Palanku), Pirot, Niš i Vranje.
Ruska vojska feldmaršala Josifa Vladimiroviča Gurka uspjela je ovladati važnim strateškim prijevojem na Staroj Planini -Šipka. Nakon pada prijevoja Šipka u ruske ruke velik broj osmanskih crnomorskih utvrda i gradova kao i jedinica u njima praktički je ispao iz ratnih zbivanja.
Pored ruske i rumunjske vojske (koja je mobilizirala oko 130.000 ljudi (10.000 je poginulo), na bugarskom frontu sudjelovao je i snažan finski kontingent te više od 12.000 dobrovoljaca iz Bugarske (Opalčenje), kao i brojne hajdučke čete.

### Kavkaski front
Rusi su na Kavkazu (u Gruziji i Armeniji) imali snage od oko 75.000 ljudi, pod zapovjedništvom velikog vojvode Mihaila Nikolajeviča guvernera Kavkaza. Osmanlije su na tom području imali vojsku od 80.000 ljudi na čelu s generalom Ahmed Muhtar Pašom.
Mnogi ruski zapovjednici Mihaila Nikolajeviča bili su od armenskog podrijetla, uključujući i generale Bejbut Šelkovnikova, Mihaila Loris-Melikova, Ivana Lazareva i Aršak Ter-Gukasova. Prvi je napao general poručnik Ter-Gukasov, koji je bio stacioniran u blizini Erevana, on je 27. travnja 1877. zauzeo pogranični grad Bajazid. Nakon pada Bajazida, ruske snage su napredovale dublje i zauzele cijelu regiju Ardahan 17. svibnja. Pri kraju svibnja ruske jedinice opkolile su utvrdu Kars, turskoj posadi stiglo je pojačanje i oni su uspjeli odbiti napade. Ratna zbivanja u zapadnoj Armeniji teško su se odrazila na lokalno armensko stanovništvo. Osmanske vlasti nahuškale su Kurde da za odmazdu napadnu Armence pored Bajazita i Alaškerta, u tim odmazdama pobijeno je oko 30.000 Armenaca.
U listopadu 1877., turska vojska krenula je u veliku kontraofenzivu protiv ruske vojske u regiji Adžarija. Do 19 srpnja snage pod vodstvom Muhtar Paše uspjele su ovladati planinskim visovima Adžarije. U sljedećim mjesecima, ruske snage pod generalom Lazarevim pokušale su ponovno ovladati regijom, ali to nisu uspjele. Zatim je uslijedila druga turska ofenziva u listopadu koju je Lazarov odbacio i u protuudaru zauzeo čitavu regiju 15. listopada. Turski gubici u borbama za Adžariju iznosili su 5000 – 6000 mrtvih ili ozlijeđenih, sa 
više od 8500 ratnih zarobljenika, dok je broj poginulih na ruskoj strani bio blizu 15.500. U veljači 1878. ruska vojska zauzela je turski grad Erzerum praktički bez otpora.

## Završetak rata

### Intervencija velikih sila
Zbog britanskog pritiska Rusija je prihvatila ponuđeno primirje Osmanskog Carstva 31. siječnja 1878., ali su se ruske trupe nastavile kretati prema Carigradu.
Zbog tog su Britanci poslali flotu bojnih brodova, koja je trebala zastrašiti Ruse i spriječiti njihov ulazak u grad, i privoliti ih da potpišu Sanstefanski mir. Na kraju je 
Rusija podpisala Ugovor iz San Stefana, 3. ožujka 1878. godine. Po odredbama tog mirovnog sporazuma Osmansko Carstvo moralo je priznati neovisnost Rumunjske, Srbije, Crne Gore te dati autonomiju Bugarskoj.
Ruska ekspanzija na Balkan, uznemirila je velike sile, tako da je ubrzo došlo do revizije San Stefanskog mira, kasnijim izmjenama klauzala mirovnog ugovora na Berlinskom kongresu. Glavna promjena koju je donio Berlinski kongres, bila je u smanjenju Bugarske (mnogi su se ipak preplašili tako velike slavenske države), te je ona podijeljena u skladu s ranijim sporazumima između velikih sila koji nisu dozvoljavali stvaranje velike slavenske države. Tako su bugarski sjeverni i istočni dijelovi postali su (i ostali) Kneževina Bugarska i Istočna Rumelija, a Makedonija je vraćena pod osmanski suverenitet.

### Posljedice rata

#### Bugarska
Svega nekoliko gradova, i vrlo malo sela bili su poprišta dugotrajnih bitaka, tako da su civilni gubici bili relativno mali. Nakon potpisivnja Mirovnog sporazuma iz San Stefana, Rusi su postavili svoj sustav vlasti u novoustanovljenu Bugarsku. Ruski vojnici, kozaci, kao i brojni bugarski dobrovoljci otpočeli su s teroriziranjem i progonima seljačkog muslimanskog stanovništva. U tim progonima po nekim procjenama stradalo je 260.000 do 262.000 muslimana, a gotovo pola milijuna izbjeglica pobjeglo je zajedno s turskom vojskom.
Tijekom sukoba brojni muslimanski vjerski i kulturni spomenici su objekti uništeni. Velika biblioteka starih turskih knjiga uništena kada je izgorjela džamija u Velikom Trnovu 1877. Većina džamija u Sofiji su sistematski uništene, sedam ih je minirano u jednoj noći u prosincu 1878.
Treba napomenuti i to da je i kršćansko stanovništvo, posebice u početnim fazama rata, ako se našlo putu osmanske vojske također puno propatilo. To se zbilo nakon bitke kod Stare Zagore, kada su se snage generala Gurka, povukle nakon neuspjelog napada na Prijevoj Šipka. Sulejman paša dao je zapaliti grad Staru Zagoru, koji je u to vrijeme bio jedan od većih bugarskih gradova. Sulejman Paša je također za odmazdu po cijeloj dolini rijeke Marice dao povješati sve one bugarske seljake za koje bi se na bilo koji način posumnjalo da su pomogali Rusima (leševi su tako visjeli danima). Zbog toga je gotovo 100,000 Bugara izbjeglo na sjever na teritorij koji su već zauzeli Rusi.

#### Trajne posljedice rata Crveni križ i Crveni polumjesec
Ovaj rat izazvao je i sukobe i polemike oko amblema Međunarodnog Crvenog križa i Crvenog polumjeseca koje se nastavljaju do današnjih dana. I Rusija i Osmansko Carstvo potpisnice su Prve Ženevske konvencije iz 1864., po kojoj je Međunarodni crveni križ, uzeo za svoj amblem zastavu neutralne Švicarske, i to je trebao biti jedini znak zaštite vojnih objekata i medicinskog osoblja za vrijeme rata. Međutim tijekom ovog rata križ je podsjetio osmanlije na križarski pohod, tako da su oni izabrali kao zamjenu za križ – Crveni polumjesec. Taj amblem je na kraju postao simbol nacionalnih humanitarnih društava u većini muslimanskih zemalja, te je i službeno ratificiran kao simbol zaštite kasnijim Ženevskim konvencijama iz 1929. i 1949. godine.

## Vanjske poveznice
- Ruski portal o ratu 1877.-1878. (rus.)
- Poglavlje o ratu iz knjige Stavrianosa "The Balkans Since 1453" (engl.)
- Vojna povijest: Rusko-turski rat 1877.-1878.  Arhivirana inačica izvorne stranice od 23. svibnja 2013. (Wayback Machine) (engl.)
- Steven W. Sowards: Dvadestipet članaka o suvremenoj povijesti Balkana  Arhivirana inačica izvorne stranice od 15. listopada 2007. (Wayback Machine) (engl.)
- Rusko-turski rat 1877.-1878. i podhvati osloboditelja (rus.)
- Galerija slika iz rata 1877.-1878. (bug.)